# Carex paracuraica
Carex paracuraica är en halvgräsart som beskrevs av Fa Tsuan Wang, Yui Liang Chang och S.Yun Liang. Carex paracuraica ingår i släktet starrar, och familjen halvgräs. Inga underarter finns listade i Catalogue of Life.